# Погорелово (Тотемский район)
Погорелово — деревня в Тотемском районе Вологодской области на реке Вопра. Административный центр Погореловского сельского поселения.
С точки зрения административно-территориального деления — центр Погореловского сельсовета.
Расположена на берегах реки Вопра к югу от автодороги А123. Расстояние по ней до районного центра Тотьмы — 60 км. Ближайшие населённые пункты — Горбенцово, Залесье, Ивакино, Погост.
По переписи 2002 года население — 388 человек (189 мужчин, 199 женщин). Преобладающая национальность — русские (94 %).